# Dureco
Dureco is een voormalige Nederlandse platenmaatschappij die furore maakte met Nederlandstalig repertoire. Tegenwoordig is het een platenlabel, onderdeel van muziekuitgeverij Strengholt Music Group.

## Geschiedenis
Dureco (afkorting voor Dutch Record Company) werd opgericht in 1952 en deed het in de jaren zestig vooral goed met Nederlandstalig repertoire van artiesten als Corry Konings, Jacques Herb, Vader Abraham en Vanessa. Soms werd er ook wel een popplaat uitgebracht, en meestal gebeurde dat op het Omega-label.
De maatschappij wilde halverwege 1968 niettemin graag een wat duidelijker profilering voor de verschillende muziekstijlen. Daarom werden de "Elephant-labels" in het leven geroepen. Het bekendste was Pink Elephant voor westers georiënteerde popmuziek. Tot de bekendste artiesten van dit label behoorde de groep Shocking Blue. Daarnaast was er het label Blue Elephant voor "black music" zoals soul, latin en softpop. Een bekende Nederlandse artiest bij het label was Oscar Harris met de Twinkle Stars. Ook de eerste albums van de later vermaarde discogroep Kool & The Gang werden in Nederland op Blue Elephant uitgebracht. Verder had Dureco nog een tweetal labels voor "witte" en "zwarte" jazz: White Elephant en Black Elephant.
Tegen het einde van de jaren zeventig besloot Dureco de Elephant-labels geleidelijk los te laten. Pink Elephant heeft het langst bestaan; het label bracht in de laatste jaren ook muziek die eerder op labels als Blue Elephant zou zijn uitgebracht. Rond 1980 ging ook het Pink Elephant-label ter ziele. Het werd opgevolgd door het GIP-label, dat later overging in Dureco Benelux. Sublabels als Omega International, Capri en Elf Provinciën bestonden toen ook al jaren niet meer.
In 2001 nam de Nederlandse muziekuitgeverij Strengholt Music Group het bedrijf over en bracht onder de Dureco-vlag onder andere de single 'Cruel Man' van Intwine uit, tevens de titelsong voor de film De dominee. Na een periode van inactiviteit besloot Strengholt in de zomer van 2015 het label nieuw leven in te blazen en thematische conceptalbums uit te brengen onder de noemer 'Alle 20 Goed!'.